# Le Piaf

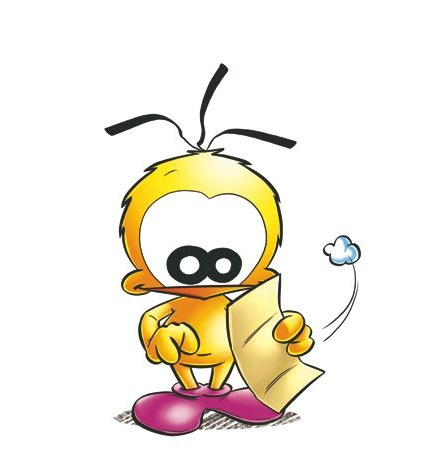
Le Piaf

Le Piaf, petit oiseau tout jaune, est un personnage de fiction, créé par le français Dan Salel en 1983.
Commençant comme personnage d'une série de cartes postales, le Piaf sera le héros d'une série télévisée d'animation française du même nom. Il devient vite une mascotte déclinée sur tous les supports possibles : crayons, gommes, cartables, sacs, cahiers, tasses, porte-clés, peluches, figurines, etc.